# ウォーキングキャットフィッシュ
ウォーキングキャットフィッシュ （学名：Clarias batrachus） は、ナマズ目・ヒレナマズ科の魚類の一種。別名「クララ」。

## 分布
東南アジア、インドを原産地とする。
アメリカ、パプアニューギニア、スラウェシ、フィリピン、台湾、日本（沖縄島）に移入分布する。

## 特徴
全長55cm。黒褐色の体に、4対8本のヒゲをもつ。
池、水田、湖沼、湿地、河川に生息する。空気呼吸ができるため、雨が降っていれば、地上を這って移動することが可能となる。昆虫、魚類、甲殻類、貝類、水草などを食べる。

## 外来種問題
日本では2000年代に沖縄島で定着が確認された。
捕食によって在来種の生物相に悪影響を与える恐れがある。
世界の侵略的外来種ワースト100に選定されている。日本の外来生物法による指定は生態系被害防止外来種にとどまっており、飼育などへの規制はないものの、野外へ逸出しないように注意する必要がある。